# Stern der Neger

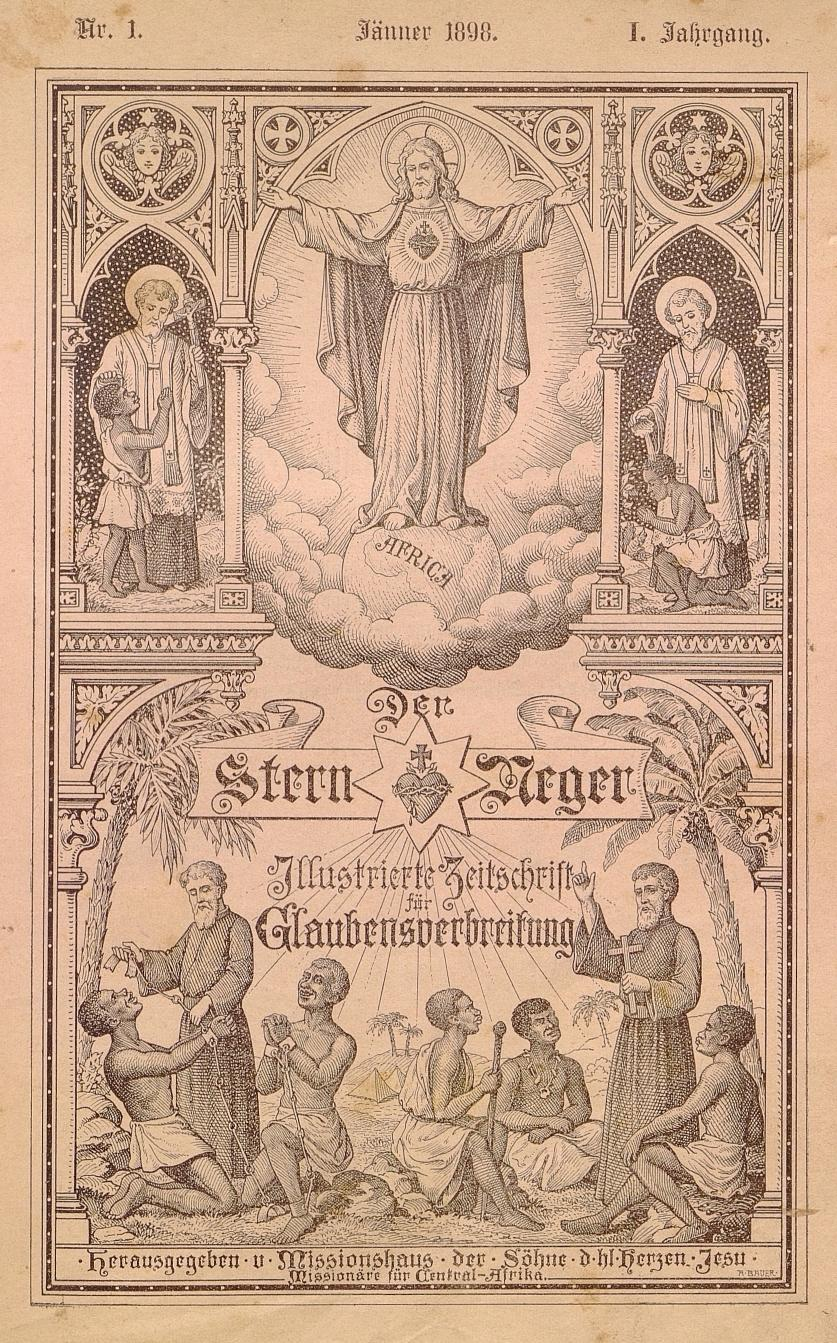
„Stern der Neger“, Jg. 1 (1898), Heft 1, Titelseite

Der Stern der Neger war eine deutschsprachige katholische Missionszeitschrift, die von der Kongregation der Missionare Söhne des Heiligsten Herzens Jesu (Abkürzung MFSC, lateinisch Congregatio Missionariorum Filiorum Sanctissimi Cordis Jesu) von 1898 bis 1965 einschließlich herausgegeben wurde. Die Kongregation, die früher die deutsche Sektion der jetzigen Comboni-Missionare (MCCJ) bildete, hatte sich der Mission des subsaharischen Afrikas verschrieben, wobei ein Schwerpunkt ihrer Arbeit im Sudan lag. Die Zeitschrift hatte ihre Blütezeit vor dem Ersten Weltkrieg.
Missionsbischof Franz Xaver Geyer war erster Redakteur dieser von ihm gegründeten Zeitschrift. Sie erschien ab 1898 im Missionshaus in Milland bei Brixen in Tirol, wo Geyer von 1896 bis 1903 Rektor war, danach im Haus Josefstal bei Ellwangen mit wechselnden Untertiteln. Die Zielsetzung der unter dem Schutz der Kolonialmächte betriebenen Missionsarbeit, in deren Dienst sich die Zeitschrift für Glaubensverbreitung – so der erste Untertitel der Zeitschrift – stellte, wird 1898 vom Schriftleiter Geyer programmatisch formuliert: Zwar würden die Eingeborenen „häufig durch tyrannisches Temperament der Weißen, ihre Verachtung gegenüber den Negern, durch rücksichtsloses und unkluges Vorgehen europäischer Beamten, durch Wegnahme ihrer Gebiete oder willkürliche Ausdehnung seitens der Europäer gereizt“, was den „Fortgang der Missionen“ schädige, doch handele es sich in Afrika schließlich „um den Sieg christlicher Cultur über mohammedanische und heidnische Sclaverei und Barbarei.“
Im Stern der Neger veröffentlichte Pater Adalbert Maria Mohn von 1959 bis 1964 unter dem Titel Koko und Poko Gedichte in der Art von Wilhelm Busch. Bruder Johann Oberstaller zeichnete dazu die Karikaturen.

„In dem großen Negerkraal

gibt es Buben ohne Zahl;

und des Nachts, wenn alle schlafen,

zählen alle zu den braven.

Doch bei Tag, wenn alle wach,

dann vollbringen manche – ach! –

oft die wunderlichsten Sachen,

und dann gibt es nichts zu lachen.“

Ab 1966 ging der Stern der Neger in der nunmehr gemeinschaftlich mit einem Dutzend anderer Missionsgesellschaften herausgegebenen „neuen“ Missionszeitschrift Kontinente auf und zwar unter der Rubrik Congregatio Missionariorum Filiorum Sanctissimi Cordis Jesu: Informationen der Missionare Söhne des Heiligsten Herzens Jesu.
Alle Ausgaben der Zeitschrift wurden 2018 von der slowenischen Nationalbibliothek in Ljubljana eingescannt und stehen seither online zur Verfügung.